# Hendon Central (metrostation)
Hendon Central is een station van de metro van Londen aan de Northern Line. Het metrostation, dat in 1923 is geopend, ligt in de wijk Hendon.

## Geschiedenis
Hendon Central is, net als alle stations ten noorden van Golders Green, een bovengronds station hoewel vlak ten noroden van een station nog een korte tunnel ligt. Toen het werd gebouwd, stond het "in eenzame glorie te midden van velden" aldus een schrijver, ten zuiden van het oude dorp Hendon, dat sindsdien is opgeslokt door de buitenwijken van Londen. Het werd samen met metrostation Brent Cross (toen nog Brent genoemd) geopend op 19 november 1923 als de eerste fase van de verlenging van de Golders Green-tak van de Charing Cross, Euston and Hampstead Railway. Het station was tot 18 augustus 1924, toen de tweede fase van de verlenging tot Edgware werd geopend, het eindpunt van de lijn.

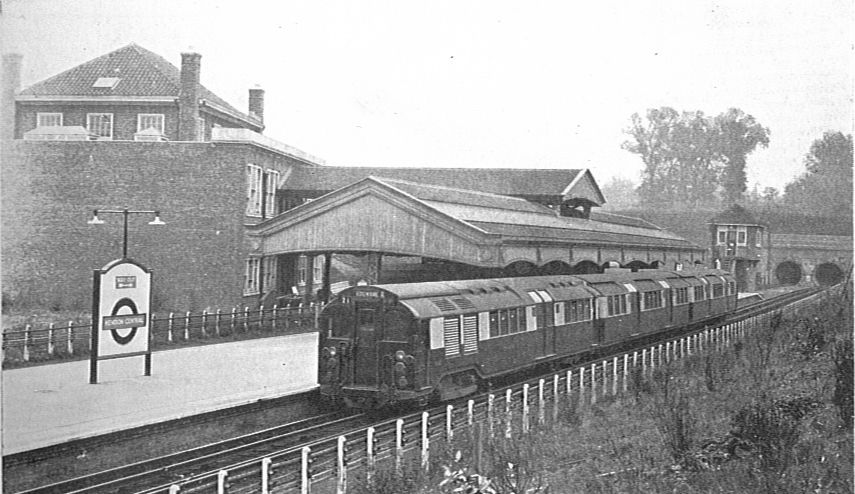
Het station gezien uit het oosten in 1928.
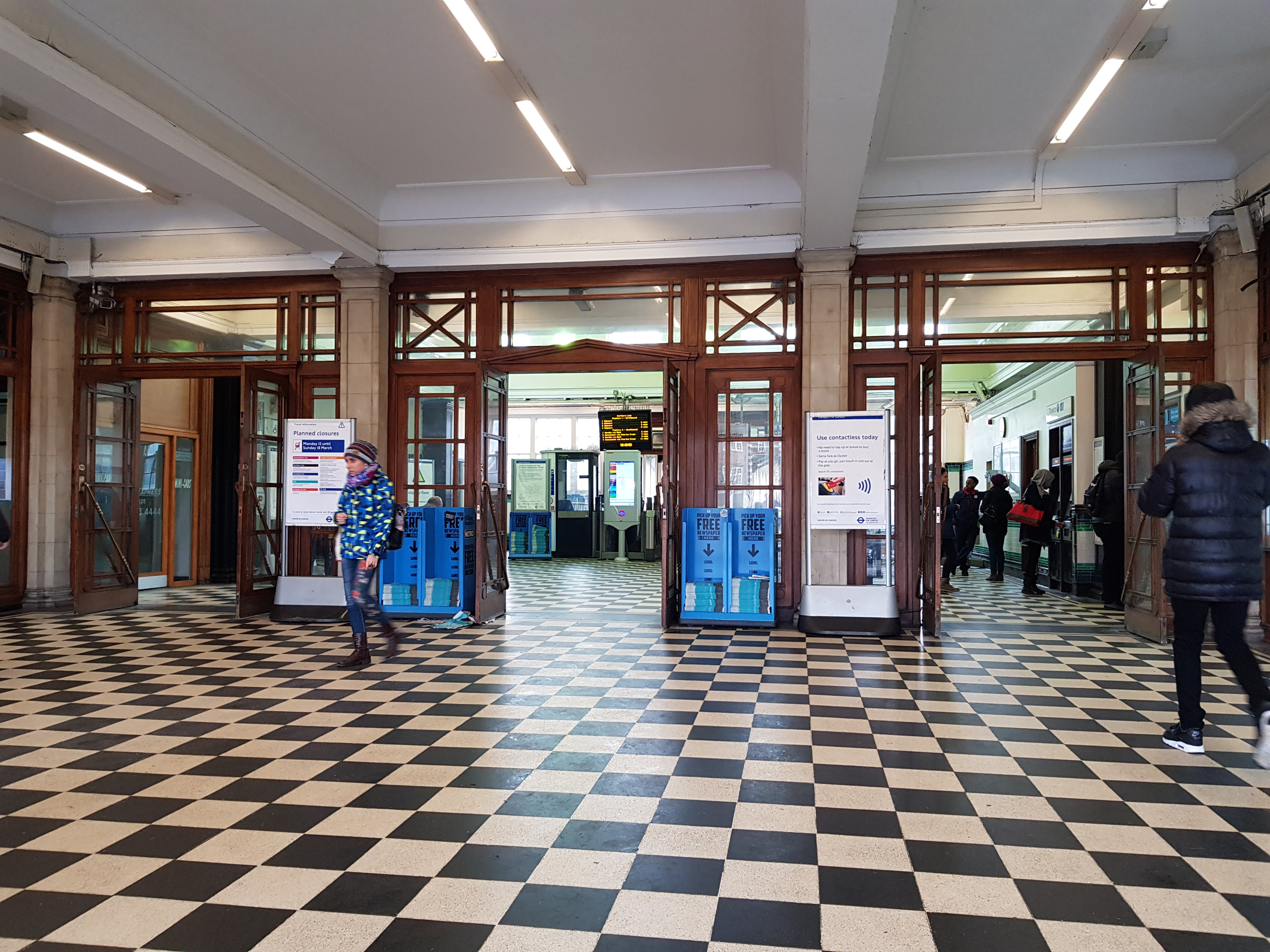
De stationshal.
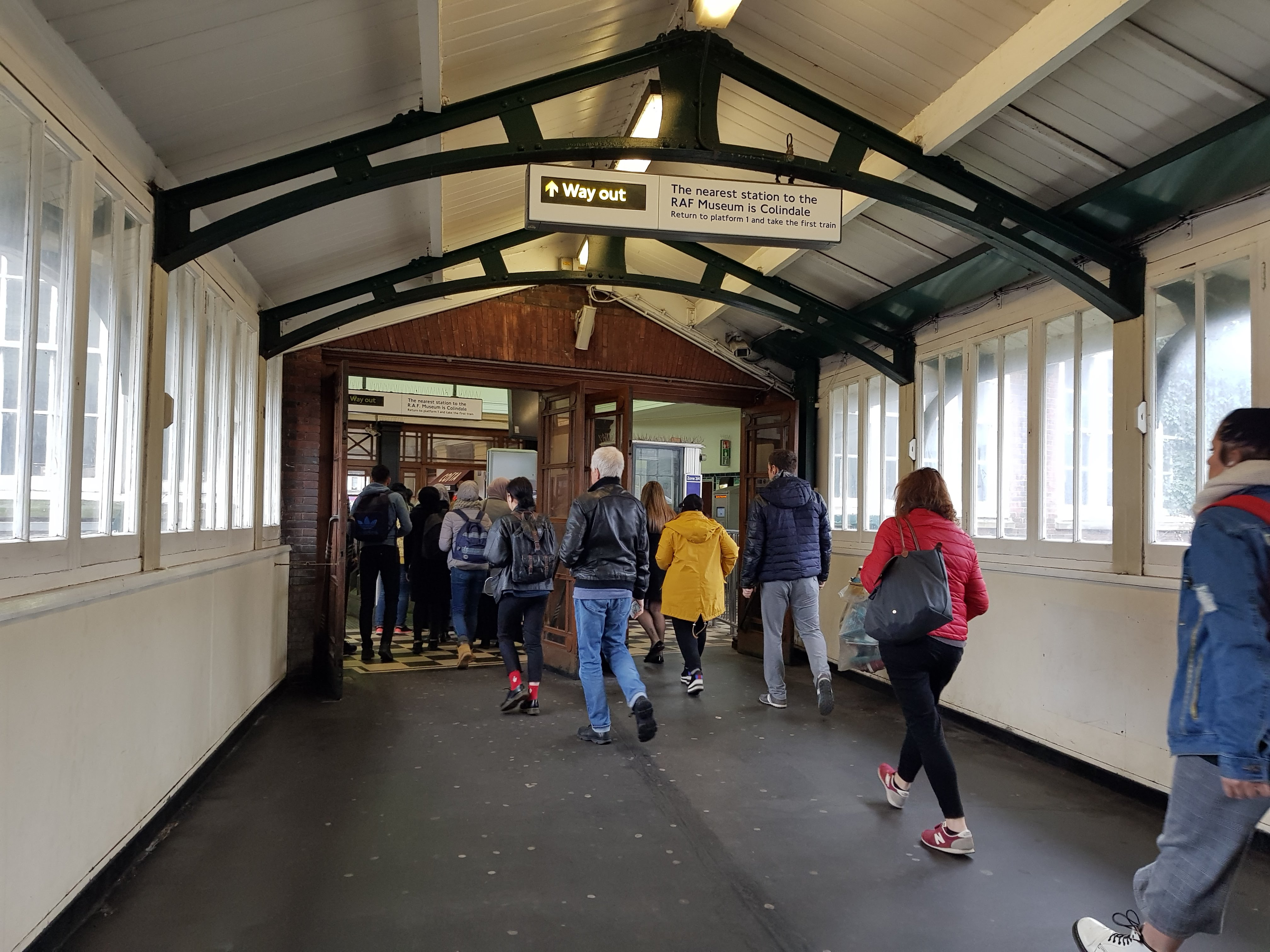
De loopbrug tussen hal en perron.

## Ligging en inrichting
Het station is een monumentaal pand dat in neo-Georgische stijl door Stanley Heaps werd ontworpen. Net als bij, het eveneens door hem ontworpen, Brent Cross kreeg het gebouw een prominent portiek met een Dorische zuilengalerij. Het feit dat het gebied grotendeels onontgonnen was, zorgde voor een tot dan toe ongebruikelijke afstemming tussen het station en de omliggende gebouwen die in de jaren kort na de opening werden gebouwd. Het station was bedoeld als het centrum en een belangrijk architectonisch kenmerk van een satellietstad in de voorsteden. Het station ligt aan een rond plein met een diameter van 73 m dat wordt doorsneden door vier toegangswegen die toegang bieden tot alle delen van Hendon en de omliggende gebieden daarbuiten. Jarenlang was dit een rotonde die bekend stond als 'Centraal Circus', maar met de toename van het wegverkeer veranderde dit in een kruispunt met verkeerslichten. William Passingham schreef in 1932 en becommentarieerde de geïntegreerde benadering van Hendon Central als "een uitstekend voorbeeld van de coördinatie van wegenplanning met de vereisten voor passagiersstations." Hij merkte op, slechts negen jaar na de opening van het station, dat het al het centrum was geworden van een "steeds groter wordend gebied met nieuwe huizen" en voorspelde juist dat het "het centrum van een kleine gemeente" zou worden, of wat later een voorstad genoemd zou worden.

## Fotoarchief
- London Transport Museum Photographic Archive
  - De bouwplaats in 1922
  - De ruwbouw in 1923
  - Het publiek wachtend op de opening, 19 november 1923
  - Het stationsgebouw op 19 November 1923
  - Het perron en de tunnelmonden in 1924. Let op de landelijke omgeving voorafgaand aan de woningbouw.
  - Het stationsgebouw in 1929, inmiddels ingebouwd in een bedrijfsgebouw